# ܗ
هي (ܗܹܐ/ܗܶܐ) ثالث حروف الأبجدية السريانية. يقابل حرف الهاء بالعربية.